# Collingtree Park Golf Club
Collingtree is een park tussen Northampton en Collingtree. 

## Collington Grange
Tot de jaren zestig stond hier de Collingtree Grange, een huis dat in 1875 gebouwd was door architect Edmund Francis Law in opdracht van Pickering Phipps, een lokale bierbrouwer. Er werden toen een aantal sequoia's geplant die er nu nog staan.

In 1911 werd het huis verkocht aan schoenfabrikant Sears.

## Collingtree House Golf Club
In 1990 werd er een golfbaan aangelegd en werden er enkele moderne huizen gebouwd. De golfbaan werd ontworpen door Johnny Miller. Neil Coles  won hier in 1992 het eerste internationale toernooi.

## Wedstrijden
Nadien werd op Collingtree gespeeld:
| Jaar | Tour                 | Toernooi                            | Winnaar        | Info        |
| ---- | -------------------- | ----------------------------------- | -------------- | ----------- |
| 1992 | European Senior Tour | Collingtree Homes Seniors Classic   | Neil Coles     |             |
| 1993 | European Senior Tour |                                     | Tommy Horton   |             |
| 1994 | European Senior Tour | Joe Powell Memorial Seniors Classic | Liam Higgins   |             |
| 1995 | European Senior Tour | Collingtree Seniors                 | Neil Coles     |             |
| 1995 | Europese Tour        | Collingtree British Masters         | Sam Torrance   |             |
| 1996 | European Senior Tour | Ryder Collingtree Seniors Classic   | David Huish    |             |
| 1996 | Europese Tour        | One 2 One British Masters           | Robert Allenby |             |
| 1997 | European Senior Tour | Ryder Collingtree Seniors Classic   | Neil Coles     |             |
| 2005 | PGA EuroPro Tour     | The PokerMillion.Com Championship   | Robert McGuirk | Foto        |
| 2005 | European Senior Tour | 4de The Mobile Cup                  | Giuseppe Cali  | [dode link] |
| 2006 | PGA EuroPro Tour     |                                     | Andrew Willey  |             |
| 2007 | PGA EuroPro Tour     |                                     | Guy Woodman    | Foto        |
| 2008 | PGA EuroPro Tour     |                                     | Alan Murray    |             |
| 2009 | PGA EuroPro Tour     | Michael Ward UK Open                | Steve Surry    | Scores Foto |
| 2011 | EWGA                 | Mid-Am Open Championship            | Claire Smith   |             |
| 2012 | PGA EuroPro Tour     | WSL Open                            | James Hepworth | Scores      |
| 2013 | PGA EuroPro Tour     | PDC and World Snooker Open          | Alex Belt      | Scores      |

Huizen
Sinds 2008 wordt een project ontwikkeld om 200 huizen te bouwen. Als dat doorgaat, moeten enkele holes aangepast worden. 